# Ufa (by)
|  | Denne artikel omhandler byen Ufa. For floden af samme navn, se Ufa (flod) |
Ufa (russisk: Уфа, tr. Ufa, russisk udtale: [ʊˈfa]  ( hør); basjkirsk: Өфө, tr. Öfö, basjkirsk udtale: [ʏ̞ˈfʏ̞]  ( hør)) er en by i Republikken Basjkortostan, Volgas føderale distrikt i den vestlige del af Den Russiske Føderation. Ufa er hovedstad i republikken, og har 1.128.787 (2020) indbyggere.

## Geografi
Ufa er et af industricentrerne i det vestlige Ural. Byen ligger ved floden Belaja, ved sammenløbet af floderne Ufa og Dёmy 100 km vest for bjergkammene i det sydlige Ural. Ufa ligger hovedsageligt mellem floderne Belaja og Ufa på Ufa-halvøen. Byens areal er 707,9 km². Fra nord til syd har byen en udstrækning på 53,5 km, fra vest til øst 29,8 km på det bredeste sted. Ufa er arealmæssigt den tredjestørste by i Rusland efter Sochi, Volgograd og Perm. Ufa er den tyndest befolkede millionby i Rusland, med kun 698 indbyggere/km² i byområdet (2010).

### Klima
Ufa har fastlandsklima med lange, kolde vintre og korte, varme somre. Den koldeste måned er januar med en gennemsnitstemperatur på -12,4 °C, den lavest målte temperatur i Ufa var -48,5 °C. Den varmeste måned er juli med en gennemsnitstemperatur på 19,7 °C, den højest målte temperatur i Ufa var 38,6 °C i august måned. Den gennemsnitlige årlige nedbør er 589 mm.

## Historie
Ivan IV grundlagde et fort, hvor byen ligger, i 1586 , som oprindeligt blev navngivet efter bakken det blev anlagt på: Tura-Tau. Byen begyndte efterhånden at kaldes Ufa af byboerne, med betydningen "lille" på tyrkiske sprog. Ufa fik bystatus i 1586, og var i 1600-tallet en vigtig handelsstation mellem Moskva og Sibirien. I 1788 blev Ufa administrativt center for islam i Rusland og regnes fortsat ofte som landets muslimske hovedby, med blandt andet Ljalja-Tjulpan-moskéen. I 1802 blev Ufa hovedby i Basjkirien og i 1922 officiel hovedstad.

## Demografi
| Demografisk udvikling for Ufa fra 1886 til 2015 | Demografisk udvikling for Ufa fra 1886 til 2015 | Demografisk udvikling for Ufa fra 1886 til 2015 | Demografisk udvikling for Ufa fra 1886 til 2015 | Demografisk udvikling for Ufa fra 1886 til 2015 | Demografisk udvikling for Ufa fra 1886 til 2015 | Demografisk udvikling for Ufa fra 1886 til 2015 | Demografisk udvikling for Ufa fra 1886 til 2015 |
| ----------------------------------------------- | ----------------------------------------------- | ----------------------------------------------- | ----------------------------------------------- | ----------------------------------------------- | ----------------------------------------------- | ----------------------------------------------- | ----------------------------------------------- |
| år                                              | 1886                                            | 1956                                            | 1970                                            | 1989                                            | 2002                                            | 2010                                            | 2015                                            |
| indbyggere                                      | 27.000                                          | 265.000                                         | 770.905                                         | 1.082.052                                       | 1.042.437                                       | 1.062.319                                       | 1.105.667                                       |

Note: 1956-2010 er baseret på folketællinger (2015 anslået)

### National sammensætning
Den etniske sammensætning af hovedstaden i Republikken Basjkortostan i følge folketællingen 2010 var:
| National sammensætning af befolkningen ved folketællingen 2010 | National sammensætning af befolkningen ved folketællingen 2010 | National sammensætning af befolkningen ved folketællingen 2010 |
| Nationalitet                                                   | %                                                              |                                                                |
| -------------------------------------------------------------- | -------------------------------------------------------------- | -------------------------------------------------------------- |
| Russere                                                        | 48.9%                                                          |                                                                |
| Tatarer                                                        | 28.3%                                                          |                                                                |
| Basjkirere                                                     | 17.1%                                                          |                                                                |
| Ukrainere                                                      | 1.2%                                                           |                                                                |

Andre etniske grupper omfatter armeniere (2.822 personer), tyskere (2.213 personer), jøder (2.082 personer), og aserbajdsjanere (2.075 personer).

## Administrativ inddeling
Ufa er inddelt i syv rajoner:
| #  | Rajon              | Russisk           | Indbyggertal (anslået 2015) | Ufas rajoner |
| -- | ------------------ | ----------------- | --------------------------- | ------------ |
| 01 | Djomskij           | Дёмский           | 71.588                      |              |
| 02 | Kalininskij        | Калининский       | 201.281                     |              |
| 03 | Kirovskij          | Кировский         | 160.546                     |              |
| 04 | Leninskij          | Ленинский         | 84.535                      |              |
| 05 | Oktjabrskij        | Октябрьский       | 241.238                     |              |
| 06 | Ordzjonikidzevskij | Орджоникидзевский | 168.956                     |              |
| 07 | Sovetskij          | Советский         | 177.523                     |              |

## Økonomi
Den industrielle udvikling af Ufa indledtes i 1800-tallet. I midten af 1800-tallet havde byen mere end et dusin garverier og andre fabrikker. Åbning i 1870, den regelmæssige sejlads på Belajafloden og opførelsen af jernbanen Samara-Zlatoust (1888-1892 år) gav en ny impuls til industrialiseringen af byen.
I Ufa etableredes jernbaneværksted, skibsværft, savværk og dampmøller. Ved slutningen af 1800-tallet var der omkring 30 fabrikker (udover ovennævnte også snedkerier, silikatproduktion, forarbejdning af landbrugsvarer osv.)
Ved afslutningen af 1920'erne og 1930'erne indledtes en hurtig udvikling af byen, brutto industriproduktionen steg 16 gange. Under Første femårsplan blev Ufa Motorfabrik og et kraftvarmeværk blev opført. Efter fundet af olieforekomster i Isjimbáj i 1932 opførtes Ufa olieraffinaderi i 1937.
I 1941-1942 var der mere end 40 industrivirksomheder i Ufa. Nogle virksomheder havde udviklet sig fra eksisterende møller og fabrikker, men de fleste af dem var startet som uafhængige selskaber.
I 1941 blev Ufa motorfabrik grundlagt (russisk: Уфимское моторостроительное производственное объединение). Fabrikken var en fusion af seks evakuerede fabrikker indenfor flyindustrien, blandt andet fra Rybinsk, Leningrad, Moskva og Voronezj.
Ufa hydraulikfabrik skabtes på grundlag af en evakueret flyfabrik fra Rzjev. Efter Nazi-Tysklands angreb på Sovjetunionen blev fabriksanlægget først transporteret til Saratov, derefter til Ufa. I maj 1942 havde fabrikken indledt produktionen af hele spektret af produkter efter evakueringen.
Ufa lokomotivfabrik opstod ud af evakuerede lokomotivfabrikker fra Zaporizjzja, Homel, Stanislav. Fabrikken reparerede lokomotiver af mærket "FD", mens nogle værksteder fremstillede ammunition. I perioden 1942-1943 producerede fabrikken de første fire pansrede tog: "Aleksandr Nevskij", "Feltmarskal Suvorov", "Salavat Julaev" og "Ufa".
På produktionsfaciliteter match fabrik opkaldt efter den 1. maj (nu "Ufa match"), der ligger Kaluga "Gigant" match fabrikken.
I efterkrigstiden, med udvidelsen af olieproduktionen i landet, i blev der bygget nye raffinaderier i Ufa, samtidig udvikledes den kemiske industri og maskinindustrien.
Byens næringsliv er engageret i olieraffinering, kemi, maskinteknik, og økonomien bygger på olieprodukter, energi og maskinbygning. I Ufa findes omkring 200 store og mellemstore industrivirksomheder. I 2013 lå byen på 7. plads af de 250 største industricentre i Rusland.

### Infrastruktur
Tekst mangler, hjælp os med at skrive teksten

## Sport
- FK Ufa
- Neftiannik stadion

## Uddannelse
Tekst mangler, hjælp os med at skrive teksten

## Seværdigheder
Tekst mangler, hjælp os med at skrive teksten

## Venskabsbyer
Ufa har seks venskabsbyer:
- Ankara, Tyrkiet
- Halle, Tyskland
- Shenyang, Kina
- Orenburg, Rusland
- Paldiski, Estland
- Astana, Kasakhstan

## Personer fra Ufa
- Elvira Nabiullina, formand for Centralbanken i den Russiske Føderation
- Mikhail Nesterov, russisk/sovjetisk maler
- Emilija Slabunova, russisk politiker, formand for partiet Jabloko
- Vladimir Spivakov, dirigent
- Zemfira, russisk rockmusiker